# Green County, Kentucky
Green County är ett administrativt område i delstaten Kentucky, USA, med 11 258 invånare. Den administrativa huvudorten (county seat) är Greensburg. 

## Geografi
Enligt United States Census Bureau har countyt en total area på 748 km². 748 km² av den arean är land och 0 km² är vatten. 

### Angränsande countyn
- LaRue County - nord
- Taylor County - nordost
- Adair County - sydost
- Metcalfe County - sydväst
- Hart County - väst